# Stella (roman)
Stella, œuvre d'Émeric Bergeaud, est unanimement considéré par les historiens comme « le premier roman haïtien ». Écrit par Émeric alors qu'il était en exil, ce roman a été édité pour la première fois en 1859, à titre posthume, à Paris, à l'initiative de l’historien Beaubrun Ardouin, cousin de l’auteur. Il est réédité en 1887, puis chez Zoé en 2009, puis Fardin,.

## Résumé de l'oeuvre
Dans une version rééditée en 2009 par les éditions Zoé, peut-on lire ceci, en guise de résumé dans la quatrième de couverture :
Romulus, le nègre, et Rémus, le mulâtre, tous deux fils de Marie, l’esclave africaine, sont les grands héros de ce premier roman de la littérature haïtienne. Incarnant tour à tour les personnages historiques de Toussaint Louverture, Dessalines, Rigaud ou Pétion, ils mènent le combat qui conduira le 1er janvier 1804 à l’indépendance de Saint-Domingue, devenue Haïti, et à la naissance de « la première république noire ».
Combattant pour la liberté et l’indépendance nationale, ils se trompent, se découragent, s’affrontent pour finalement l’emporter, grâce à deux femmes, leur mère  d’abord, et une jeune femme blanche, Stella. Allégorie de l’idéal révolutionnaire, Stella sera leur guide ; guerrière, elle se battra courageusement jusqu’à la victoire finale où elle dévoilera sa véritable identité : elle est la Liberté !
Alors « il n’y aura bientôt plus sur la terre ni noirs, ni blancs, ni jaunes, ni Africains, ni Européens, ni Américains : il y aura des frères (…) Notre pays n’est pas étranger aux idées progressistes du siècle(…) »

## Critiques
Pour Christiane Ndiaye, Stella se veut un « roman épique dans lequel l'auteur « réinvente » les caractéristiques principales du récit épique afin de dresser un portrait de la révolution haïtienne de 1804 ». Ainsi, ajoute-t-elle, Bergeaud « crée un texte « hybride », principalement défini par une poétique épique mais sans exclure la polyphonie et les éléments métadiscursifs qui, selon la critique littéraire contemporaine, font partie du roman moderne ». De son coté, Yves Chemla le décrit comme étant un roman qui s'articule avec les exigences de la fiction romanesque, en particulier du point de vue des personnages. À en croire Yves Chema, « Bergeaud inaugure une forme romanesque qui vise à installer une institution littéraire haïtienne ainsi qu’un sentiment de communauté nationale ». Pour sa part, Anne Marty campe ce roman comme un récit fondateur qui « véhicule la quête des repères aptes à structurer une conscience collective, à fixer le sentiment d’appartenir à une même nation ».

## Sources
1. 1 2  Christiane Ndiaye, « Stella d’Émeric Bergeaud : une écriture épique de l’histoire », Itinéraires. Littérature, textes, cultures, nos 2009-2,‎ 1er juillet 2009, p. 19–31 (ISSN 2100-1340, DOI 10.4000/itineraires.234, lire en ligne, consulté le 17 août 2025)
2. ↑  legs_edition, « Stella », sur LEGS ÉDITION, 11 août 2019 (consulté le 17 août 2025)
3. ↑  « Le premier roman haïtien », sur La Liberté, 4 juillet 2009 (consulté le 17 août 2025)
4. ↑  « Stella », sur Éditions ZOE (consulté le 17 août 2025)
5. ↑  Yves Chemla, « Stella, de Bergeaud : roman malgré lui », Littérature, vol. 205, no 1,‎ 20 avril 2022, p. 49–59 (ISSN 0047-4800, DOI 10.3917/litt.205.0049, lire en ligne, consulté le 17 août 2025)
6. ↑  Anne Marty, « 5. Préface pour une réédition du premier roman haïtien, Stella (1859) », Lettres du Sud,‎ 2017, p. 57–68 (lire en ligne, consulté le 17 août 2025)